# Larra bicolor
Espèce
Larra bicolor est une espèce de guêpes parasitoïdes de la famille des Crabronidae et du genre Larra. Elle est de couleur noire avec un abdomen rouge et originaire d'Amérique du Sud à partir du nord de l'Argentine, jusqu'en Amérique centrale. Elle pond ses œufs dans les courtilères, des insectes fouisseurs (Gryllotalpidae) qui peuvent être trois fois plus grands qu'elle.
Cette espèce a été introduite en Floride pour lutter contre l'invasion des criquets.

## Description
Les femelles adultes atteignent 2 cm de longueur, tandis que les mâles sont plus petits. La tête et le thorax sont noirs, avec des taches argentées sur la tête, tandis que l'abdomen est rouge. Les ailes sont de couleur variable.